# سرکار استوار (مجموعه تلویزیونی)
سرکار استوار نام یک مجموعه تلویزیونی به کارگردانی پرویز کاردان، منصور پورمند و پرویز صیاد بود که نزدیک به ۲۰۰ قسمت داشت و پخش آن از اواسط سال ۱۳۴۶ از تلویزیون ملی ایران آغاز شد و پس از وقفه‌ای، تا سال ۱۳۵۱ ادامه داشت. بدین ترتیب، این مجموعه تلویزیونی یکی از پرشمارترین سریال‌های تلویزیونی ساخته شده، قبل از انقلاب است.

## خلاصه داستان
شخصیت اصلی این مجموعه تلویزیونی، «سرکار استوار» (با بازی عبدالعلی همایون) است که ریاست یک پاسگاه روستایی را بعهده دارد و به همراه همکارانش «سرگروهبان» (با بازی حسین حسینی) و «گروهبان قندعلی» (با بازی نجفعلی هادی) تلاش می‌کنند نظم و امنیت و آرامش را، در روستا و حوزه استحفاظی خود برقرار کنند. او با نقشه‌های هوشمندانهٔ خود - که نام آن‌ها را «پولتیک سرکار استواری» گذاشته بود - خلافکاران را در دام می‌اندازد. در این بین پسرک ساده‌دل و بی‌قراری هم (با بازی پرویز صیاد) وجود دارد که دائم انگشت خود را به چشم این و آن اشاره می‌رود و دردسر ایجاد می‌کند.
لازم است ذکر شود این پسرک ساده، در مجموعه تلویزیونی «سرکار استوار» هنوز نامِ بخصوصی نداشت، اما بعدها در مجموعه تلویزیونی‌ها و فیلم‌های بعدی، «صمد» نام گرفت.
برای مدت  کوتاهی (مهر تا آبان سال ۱۳۴۹) نقش سرکار استوار را بازیگر دیگری بازی کرد زیرا کارگردان‌های این سریال به‌دلیل آن که عبدالعلی همایون با همان تیپ سرکار استوار در چند فیلم کوتاه تبلیغاتی بازی کرده بود او را کنار گذاشتند.

## بازیگران و عوامل تولید

### بازیگران
- عبدالعلی همایون در نقش «سرکار استوار»
- حسین حسینی در نقش «سر گروهبان»
- پرویز کاردان در نقش «کرمعلی‌خان عکاس‌باشی»
- نجفعلی هادی در نقش «گروهبان قندعلی»
- حسین امیرفضلی در نقش «مش باقر»
- پرویز صیاد در نقش «پسرک روستایی»
- فرخ‌لقا هوشمند در نقش «ننه آغا»
- رضا شفیع در نقش «پدر لیلا»
- شهناز تهرانی در نقش «لیلا»
- علی زاهدی در نقش «قوچعلی»
- مظفر سلطانی در نقش «دکتر»
- نوذر آزادی
- عزت‌الله رمضانی‌فر
- باقر صحرارودی
- سروش خلیلی
- پری امیرحمزه
- محمود بهرامی
- بهمن زرین‌پور
- حمیده خیرآبادی
- نعمت‌الله گرجی
- محمد گودرزی
- فرشته مهبان
- آپیک یوسفیان
- قدرت‌الله انتظامی
- الهه الهی در نقش «گلی»
- ملوسک[۹]

### عوامل تولید
- کارگردان: منصور پورمند،[۳] پرویز کاردان[۱] و پرویز صیاد[۲]
- نویسندگان: منصور پورمند، احمد بهبهانی، پرویز کاردان، پرویز صیاد و نوذر آزادی
- تدوین: سیمین تسلیمی
- مدیر تدارکات: نعمت‌الله گرجی
- تهیه‌کننده: پرویز کاردان
- محصول: تلویزیون ملی ایران
- تعداد قسمت‌ها: نزدیک به ۲۰۰ قسمت
- سال تولید و پخش: ۱۳۴۹–۱۳۴۶